# 人民文化宮殿
人民文化宮殿（じんみんぶんかきゅうでん）は、朝鮮民主主義人民共和国の平壌市にある会議場と宴会場の複合施設である。1974年1月に完成。

## 概要
人民文化宮殿は、地上4階、地下1階建ての3棟で構成されている。中心部である「カ」棟は約700席規模の会議室と幾つかの会談及び面談場があり、南側の「ナ」棟は3,000席規模の大会議室とその外の集会のための部屋があり、北の「タ」棟は700席規模の大宴会場と幾つかの小宴会場及び映画館がある。 
人民文化宮殿では、主に朝鮮労働党や政府の各種集会や外国からの国賓を歓迎する宴会、式典などが開催される。
2000年6月、金大中を歓迎するための宴会が開催された。

## 参考資料
- 金永南委員長、人民文化宮殿で宴会

座標: 北緯39度01分32秒 東経125度44分18秒 / 北緯39.025578度 東経125.738469度